# Elezioni regionali in Piemonte del 2005
Le elezioni regionali italiane del 2005 in Piemonte si sono tenute il 3 e 4 aprile. Esse hanno visto la vittoria di Mercedes Bresso, sostenuta da L'Unione, che ha sconfitto il presidente uscente Enzo Ghigo, sostenuto dalla Casa delle Libertà.

## Risultati
| Candidati                                                       | Candidati                                                       | Voti                                                            | %     | Liste                                         | Voti      | %     | Seggi |
| --------------------------------------------------------------- | --------------------------------------------------------------- | --------------------------------------------------------------- | ----- | --------------------------------------------- | --------- | ----- | ----- |
|                                                                 | Mercedes Bresso (L'Unione) ✔️ Presidente                        | 1 226 355                                                       | 50,91 | Democratici di Sinistra                       | 441 237   | 21,57 | 11    |
| Democrazia è Libertà - La Margherita                            | Mercedes Bresso (L'Unione) ✔️ Presidente                        | 1 226 355                                                       | 50,91 | 211 457                                       | 10,34     | 6     |       |
| Partito della Rifondazione Comunista                            | Mercedes Bresso (L'Unione) ✔️ Presidente                        | 1 226 355                                                       | 50,91 | 130 776                                       | 6,39      | 4     |       |
| Insieme per Bresso                                              | Mercedes Bresso (L'Unione) ✔️ Presidente                        | 1 226 355                                                       | 50,91 | 60 314                                        | 2,95      | 1     |       |
| Federazione dei Verdi                                           | Mercedes Bresso (L'Unione) ✔️ Presidente                        | 1 226 355                                                       | 50,91 | 57 516                                        | 2,81      | 1     |       |
| Partito dei Comunisti Italiani                                  | Mercedes Bresso (L'Unione) ✔️ Presidente                        | 1 226 355                                                       | 50,91 | 53 359                                        | 2,61      | 1     |       |
| Socialisti Democratici Italiani                                 | Mercedes Bresso (L'Unione) ✔️ Presidente                        | 1 226 355                                                       | 50,91 | 49 821                                        | 2,44      | 1     |       |
| Italia dei Valori                                               | Mercedes Bresso (L'Unione) ✔️ Presidente                        | 1 226 355                                                       | 50,91 | 31 016                                        | 1,52      | 1     |       |
| Popolari UDEUR                                                  | Mercedes Bresso (L'Unione) ✔️ Presidente                        | 1 226 355                                                       | 50,91 | 10 734                                        | 0,52      | –     |       |
| Pensionati per l'Europa                                         | Mercedes Bresso (L'Unione) ✔️ Presidente                        | 1 226 355                                                       | 50,91 | 5 156                                         | 0,25      | –     |       |
| Seggi assegnati alla lista regionale                            | Seggi assegnati alla lista regionale                            | Seggi assegnati alla lista regionale                            | 50,91 | 12                                            |           |       |       |
|                                                                 | Enzo Ghigo (Per il Piemonte)                                    | 1 133 358                                                       | 47,05 | Forza Italia                                  | 457 397   | 22,36 | 11    |
| Alleanza Nazionale                                              | Enzo Ghigo (Per il Piemonte)                                    | 1 133 358                                                       | 47,05 | 195 318                                       | 9,55      | 5     |       |
| Lega Nord                                                       | Enzo Ghigo (Per il Piemonte)                                    | 1 133 358                                                       | 47,05 | 173 020                                       | 8,46      | 4     |       |
| Unione dei Democratici Cristiani e di Centro                    | Enzo Ghigo (Per il Piemonte)                                    | 1 133 358                                                       | 47,05 | 93 872                                        | 4,59      | 2     |       |
| L'Ambienta-Lista                                                | Enzo Ghigo (Per il Piemonte)                                    | 1 133 358                                                       | 47,05 | 23 761                                        | 1,16      | 1     |       |
| Lista Consumatori                                               | Enzo Ghigo (Per il Piemonte)                                    | 1 133 358                                                       | 47,05 | 23 378                                        | 1,14      | 1     |       |
| Socialisti e Liberali (NPSI - PLI)                              | Enzo Ghigo (Per il Piemonte)                                    | 1 133 358                                                       | 47,05 | 16 944                                        | 0,83      | –     |       |
| Partito Pensionati                                              | Enzo Ghigo (Per il Piemonte)                                    | 1 133 358                                                       | 47,05 | 11 883                                        | 0,58      | –     |       |
| Seggio assegnato al candidato presidente classificatosi secondo | Seggio assegnato al candidato presidente classificatosi secondo | Seggio assegnato al candidato presidente classificatosi secondo | 47,05 | 1                                             |           |       |       |
|                                                                 | Gianfranco Rotondi                                              | 24 813                                                          | 1,03  | Ecologisti Democratici - Democrazia Cristiana | 14 255    | 0,70  | –     |
|                                                                 | Ludovico Ellena                                                 | 24 454                                                          | 1,02  | Alternativa Sociale                           | 14 515    | 0,71  | –     |
| Totale                                                          | Totale                                                          | 2 408 980                                                       | 100   |                                               | 2 045 729 | 100   | 63    |

## Consiglieri eletti
| Collegio             | Lista                                        | Eletto                   |
| -------------------- | -------------------------------------------- | ------------------------ |
| Collegio regionale   | L'Unione per Bresso                          | Mercedes Bresso          |
| Collegio regionale   | L'Unione per Bresso                          | Elio Rostagno            |
| Collegio regionale   | L'Unione per Bresso                          | Daniele Borioli          |
| Collegio regionale   | L'Unione per Bresso                          | Sergio Dalmasso          |
| Collegio regionale   | L'Unione per Bresso                          | Marco Travaglini         |
| Collegio regionale   | L'Unione per Bresso                          | Alessandro Bizjak        |
| Collegio regionale   | L'Unione per Bresso                          | Paola Pozzi              |
| Collegio regionale   | L'Unione per Bresso                          | Angela Motta             |
| Collegio regionale   | L'Unione per Bresso                          | Giovanni Pizzale         |
| Collegio regionale   | L'Unione per Bresso                          | Vincenzo Chieppa         |
| Collegio regionale   | L'Unione per Bresso                          | Mariacristina Spinosa    |
| Collegio regionale   | L'Unione per Bresso                          | Paola Barassi            |
| Collegio regionale   | Per il Piemonte                              | Enzo Ghigo               |
| Torino               | Democratici di Sinistra                      | Roberto Placido          |
| Torino               | Democratici di Sinistra                      | Antonino Boeti           |
| Torino               | Democratici di Sinistra                      | Rocco Larizza            |
| Torino               | Democratici di Sinistra                      | Gianni Oliva             |
| Torino               | Democratici di Sinistra                      | Angelo Auddino           |
| Torino               | Democratici di Sinistra                      | Oscar Bertetto           |
| Torino               | Forza Italia                                 | Caterina Ferrero         |
| Torino               | Forza Italia                                 | Giampiero Leo            |
| Torino               | Forza Italia                                 | Giuliano Manolino        |
| Torino               | Forza Italia                                 | Angelo Burzi             |
| Torino               | La Margherita                                | Davide Gariglio          |
| Torino               | La Margherita                                | Mauro Laus               |
| Torino               | La Margherita                                | Stefano Lepri            |
| Torino               | Alleanza Nazionale                           | Agostino Ghiglia         |
| Torino               | Alleanza Nazionale                           | Gian Luca Vignale        |
| Torino               | Partito della Rifondazione Comunista         | Mario Valpreda           |
| Torino               | Partito della Rifondazione Comunista         | Iuri Bossuto             |
| Torino               | Lega Nord                                    | Stefano Allasia          |
| Torino               | Unione dei Democratici Cristiani e di Centro | Deodato Scanderebech     |
| Torino               | Insieme per Bresso                           | Mariano Turigliatto      |
| Torino               | Federazione dei Verdi                        | Enrico Moriconi          |
| Torino               | Socialisti Democratici Italiani              | Luigi Ricca              |
| Torino               | Partito dei Comunisti Italiani               | Luca Robotti             |
| Torino               | Italia dei Valori                            | Andrea Buquicchio        |
| Torino               | Lista Consumatori                            | Michele Giovine          |
| Torino               | Verdi Verdi                                  | Maurizio Lupi            |
| Alessandria          | Forza Italia                                 | Ugo Cavallera            |
| Alessandria          | Democratici di Sinistra                      | Rocchino Muliere         |
| Alessandria          | Alleanza Nazionale                           | Marco Botta              |
| Alessandria          | Lega Nord                                    | Oreste Rossi             |
| Alessandria          | La Margherita                                | Bruno Rutallo            |
| Alessandria          | Partito della Rifondazione Comunista         | Alberto Deambrogio       |
| Asti                 | Forza Italia                                 | Mariangela Cotto         |
| Biella               | Forza Italia                                 | Gilberto Pichetto Fratin |
| Cuneo                | Forza Italia                                 | Enrico Costa             |
| Cuneo                | Forza Italia                                 | Alberto Cirio            |
| Cuneo                | Lega Nord                                    | Claudio Dutto            |
| Cuneo                | Democratici di Sinistra                      | Giorgio Ferraris         |
| Cuneo                | La Margherita                                | Giacomino Taricco        |
| Cuneo                | Alleanza Nazionale                           | William Casoni           |
| Cuneo                | Unione dei Democratici Cristiani e di Centro | Francesco Guida          |
| Novara               | Forza Italia                                 | Gaetano Nastri           |
| Novara               | Democratici di Sinistra                      | Giuliana Manica          |
| Novara               | Alleanza Nazionale                           | Roberto Boniperti        |
| Novara               | Lega Nord                                    | Stefano Monteggia        |
| Verbano-Cusio-Ossola | Democratici di Sinistra                      | Aldo Reschigna           |
| Vercelli             | Forza Italia                                 | Luca Pedrale             |